# Timo Müller
Timo Müller (* 11. März 1978) ist ein deutscher Filmemacher und Künstler. Mit dem Heimatfilm Morscholz, mit dem er 2008 den Förderpreis Deutscher Film in der Kategorie Regie gewann, wurde er erstmals einem größeren Publikum bekannt. Der Film diente außerdem als Abschlussfilm seines Studiums an der Hochschule für Fernsehen und Film München.

## Leben und Werk
Timo Müller studierte in Köln Sozialpädagogik, bevor er 2001 an die Hochschule für Fernsehen und Film München wechselte und dort Regie für Kino und Fernsehfilm studierte. Noch während des Studiums gründete Müller 2006, gemeinsam mit der Regisseurin und Autorin Jessica Krummacher, die eigene Filmproduktionsfirma Klappboxfilme.
Nachdem bereits ihre erste Spielfilmproduktion, Müllers Film Morscholz, preisgekrönt wurde, produzierte Klappboxfilme Krummacher Spielfilm Totem, eine Coproduktion u. a. mit der Münchener Filmproduktion Lieblingsfilm. Totem feierte bei den Internationalen Filmfestspiele von Venedig 2011 Premiere und kam im April 2012 in die deutschen Kinos. Beim Preis der deutschen Filmkritik 2012 war er als „Bestes Spielfilmdebüt“ nominiert.
In den Jahren 2010/11 war Müller Meisterschüler an der Drehbuchwerkstatt München und schrieb dort das Drehbuch Alfheim, das derzeit von der Regisseurin und Autorin Jessica Krummacher für ihr neues Kinofilmprojekt adaptiert wird.
In den Jahren 2012 bis 2022 arbeitete Müller an seinem Langzeit-Hybridfilm Der Rote Berg, der 2022 auf dem Filmfest München Premiere feierte und dort für den Förderpreis neues Deutsches Kino nominiert war. 2023 wird der Film als Bester Dokumentarfilm bei dem Los-Angeles Independent Award ausgezeichnet. Anschließend begann er seine Arbeit an der Fortsetzung Der Rote Berg Komplex.
Neben seinen Filmen arbeitet Müller immer wieder als Künstler und wurde bereits mehrfach mit Stipendien des Ministeriums für Kultur und Wissenschaft in NRW ausgezeichnet. Seine Installation Sms Herdecke wurde 2018 in Dortmund ausgestellt.
Müller lebt und arbeitet mit der Regisseurin und Autorin Jessica Krummacher im Ruhrgebiet.

## Filmografie (Auswahl)
Drehbuch, Regie, Schnitt
- 2001: Movingthoughts (Experimentalfilm)
- 2002: #1 (Kurzfilm)
- 2002: Wut (Kurzfilm)
- 2005: Neun (Episodenfilm, Autor und Regisseur der Episode Grillfleisch)
- 2008: Morscholz
- 2011: Alfheim (Drehbuch)
- 2022: Der Rote Berg

Produzent und Künstlerische Mitarbeit
- 2001: Movingthoughts (Experimentalfilm)
- 2008: Morscholz
- 2011: Totem (Spielfilm von Jessica Krummacher, als künstlerischer Mitarbeiter und Co-Produzent)
- 2022: Zum Tod meiner Mutter (Spielfilm von Jessica Krummacher, als künstlerischer Mitarbeiter)
- 2022: Der Rote Berg

## Auszeichnungen (Auswahl)
- 2008: Förderpreis Deutscher Film „Beste Regie“, Filmfest München (für Morscholz)
- 2023: Los-Angeles Independent Award (für Der Rote Berg)